# Patrick-Dewaere-Preis

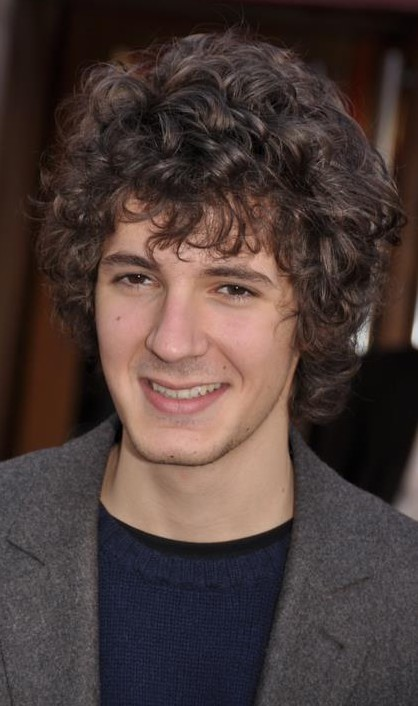
Preisträger 2016: Vincent Lacoste

Der Patrick-Dewaere-Preis (Prix Patrick Dewaere), bis 2006 Jean-Gabin-Preis (Prix Jean Gabin), ist die bedeutendste Auszeichnung für Nachwuchsschauspieler in der französischen Filmindustrie.

## Hintergrund
Der Preis wird jedes Jahr in Paris, gemeinsam mit dem Romy-Schneider-Preis, an einen vielversprechenden männlichen Nachwuchsdarsteller verliehen. Die Auszeichnung ist nach dem französischen Schauspieler Patrick Dewaere (1947–1982) benannt. Von 1981 bis 2006 wurde der Preis unter dem Namen Jean-Gabin-Preis (Prix Jean Gabin) verliehen. Der Preis wurde von den Journalisten Marlène und Eugène Moineau ins Leben gerufen. Die Idee stammte ursprünglich von Louis de Funès, der seinen verstorbenen Schauspielkollegen Jean Gabin (1904–1976) ehren wollte. Nach einem Rechtsstreit mit der Familie Moncorgé, den Hinterbliebenen des Schauspielers und früheren Namenspatrons, wurde die Auszeichnung von den Organisatoren im Jahr 2008 umbenannt. Der Gewinner wird von einer Jury aus weiblichen Film- und Theaterjournalisten bestimmt.

## Preisträger
Im Jahr 1992 konnte sich als erster Nicht-Franzose Vincent Perez in die Siegerliste einreihen. Jüngster Sieger war 1996 der 24-jährige Franzose Guillaume Depardieu. Als ältester Sieger mit 59 Jahren erhielt 2003 Johnny Hallyday die Auszeichnung für seine Leistung in dem Drama Das zweite Leben des Monsieur Manesquier.
Bei der Verleihung 2018 gewann mit dem 32-jährigen Argentinier Nahuel Pérez Biscayart erstmals ein Nichteuropäer den Preis, und zwar für seine Leistungen in den beiden Vorjahresfilmen Au revoir là-haut und 120 BPM.
| Jahr | Preisträger            | Nationalität         |
| ---- | ---------------------- | -------------------- |
| 1981 | Thierry Lhermitte      | Frankreich           |
| 1982 | Gérard Lanvin          | Frankreich           |
| 1983 | Gérard Darmon          | Frankreich           |
| 1984 | François Cluzet        | Frankreich           |
| 1985 | Christophe Malavoy     | Frankreich           |
| 1986 | Tchéky Karyo           | Frankreich           |
| 1987 | Jean-Hugues Anglade    | Frankreich           |
| 1988 | Thierry Frémont        | Frankreich           |
| 1989 | Vincent Lindon         | Frankreich           |
| 1990 | Lambert Wilson         | Frankreich           |
| 1991 | Fabrice Luchini        | Frankreich           |
| 1992 | Vincent Perez          | Schweiz              |
| 1993 | Olivier Martinez       | Frankreich           |
| 1994 | Manuel Blanc           | Frankreich           |
| 1995 | Mathieu Kassovitz      | Frankreich           |
| 1996 | Guillaume Depardieu    | Frankreich           |
| 1997 | Yvan Attal             | Frankreich           |
| 1998 | Vincent Elbaz          | Frankreich           |
| 1999 | Samuel Le Bihan        | Frankreich           |
| 2000 | Guillaume Canet        | Frankreich           |
| 2001 | José Garcia            | Frankreich           |
| 2002 | Benoît Poelvoorde      | Belgien              |
| 2003 | Johnny Hallyday        | Frankreich           |
| 2004 | Lorànt Deutsch         | Frankreich           |
| 2005 | Clovis Cornillac       | Frankreich           |
| 2006 | Jérémie Renier         | Belgien              |
| 2007 | Preis nicht vergeben   | Preis nicht vergeben |
| 2008 | Jocelyn Quivrin        | Frankreich           |
| 2009 | Louis Garrel           | Frankreich           |
| 2010 | Tahar Rahim            | Frankreich           |
| 2011 | Gilles Lellouche       | Frankreich           |
| 2012 | Joeystarr              | Frankreich           |
| 2013 | Raphaël Personnaz      | Frankreich           |
| 2014 | Pierre Niney           | Frankreich           |
| 2015 | Reda Kateb             | Frankreich           |
| 2016 | Vincent Lacoste        | Frankreich           |
| 2017 | Preis nicht vergeben   | Preis nicht vergeben |
| 2018 | Nahuel Pérez Biscayart | Argentinien          |
| 2019 | Philippe Katerine      | Frankreich           |